# Troldmand
En troldmand, eller troldkvinde, er i fiktionen en person med trolddomsevner. Troldmænd er altså en form for mandlig heks. En kvindelig heks kan også blive kaldt for troldkvinde.
Troldmænd, og troldkvinder, optræder ofte i fiktionen, herunder legender, fantasy litteratur, film og spil. De kendes også fra mytologien og enkelte historiske personer er også kendt som troldmænd. Der er eksempler på både gode og onde troldmænd (troldkvinder).
mytologi og legender
- Damen i Søen (troldkvinde og gudinde)
- Kirke (troldkvinde)
- Merlin
- Morgan le Fay (troldkvinde)

fantasy
- Elminster
- Gandalf
- Gæt (engelsk: Ged, Duny og Sparrowhawk).
Troldmand (ærkekogler) og hovedperson i Ursula K. Le Guin's berømte bogserie om Jordhavet (Earthsea). Også kendt som Spurvehøg.
- Harry Potter - Albus Dumbledore
- Jadis
- Jafar
- Mozenrath
- Ripto
- Familien Russo
- Saruman
- Troldmanden fra Oz
- Yaztromo.
En god troldmand (wizard) fra spil-bøgerne Sværd og Trolddom.
- Zagor (Troldmanden fra Ildbjerget).
En ond troldmand (warlock) fra spil-bøgerne Sværd og Trolddom.

## Galleri
- Morgan le Fay
- Damen i Søen (Lady of the Lake)
- Kong Arthur og Merlin møder Damen i Søen
- Saruman
- Gandalf (cosplay)
- Merlin (cosplay)
- Troldmanden Fizban fra Dragonlance krønikerne
- Troldmand fra et tysk skuespil (c. 1830)
- Kinesisk troldmand (1700-tallet)